# Public Suffix List
Die Public Suffix List (englisch, etwa Liste öffentlicher Endungen) ist eine von der Mozilla Foundation gepflegte Liste aller bekannten Domainendungen, unter denen Internetnutzer eigene Domains registrieren können. Die Liste wird in den Webbrowsern Mozilla Firefox, Google Chrome und Opera verwendet, um den Geltungsbereich von HTTP-Cookies einzuschränken.

## Inhalt
Die Liste beinhaltet alle generischen und länderspezifischen Top-Level-Domains, aber auch Domains auf zweiter oder dritter Ebene, die der Öffentlichkeit zur Registrierung von Domains offenstehen. So sind beispielsweise im Fall von .uk grundsätzlich alle Second-Level-Domains enthalten (*.uk), um Endungen wie .me.uk und .co.uk abzudecken. Die Liste enthält auch einige Domain- oder Webdienste, die individuelle Subdomainnamen an ihre Nutzer vergeben, zum Beispiel DynDNS oder Blogspot.
Eine Aufnahme in die Public Suffix List muss die jeweilige Vergabestelle für ihre Domainendungen selbst beantragen. Mozilla gewährt daher nicht, dass die Public Suffix List stets aktuell ist. So waren im Januar 2013 zum Beispiel .post und .cw nicht eingetragen, obwohl die Endungen bereits aktiv genutzt wurden.

## Verwendung
Die Public Suffix List wird eingesetzt, um den Geltungsbereich von HTTP-Cookies einzuschränken. Greift ein Webbrowser auf eine Website www.example.org zu, so kann der Webserver ein Cookie auch für die Domain example.org setzen. Würde der Webbrowser das Cookie auch für org akzeptieren, dann könnte ein Angreifer Cookies setzen, die beim Besuch von anderen Websites wie mozilla.org gesendet werden. Mit der Public Suffix List können Webbrowser Cookies für öffentliche Domainendungen wie .org oder .co.uk abweisen. Google Chrome verwendet die Liste außerdem, um zu entscheiden, ob es sich bei einer Eingabe in der Adresszeile um einen Domainnamen oder um eine Suchanfrage handelt.